# Oplonaeschna magna
Oplonaeschna magna – gatunek ważki z rodziny żagnicowatych (Aeshnidae). Występuje na terenie Ameryki Środkowej.